# Claude Perron
Claude Perron (Nantes, 23 gennaio 1966) è un'attrice francese.

## Biografia
Ex compagna dell'attore e regista francese Albert Dupontel, ha lavorato anche in alcuni suoi film. Attrice teatrale affermata, fra le sue interpretazioni quella nella pièce teatrale Il balcone di Jean Genet.

## Filmografia
- Bernie, regia di Albert Dupontel (1996)
- Le Créateur, regia di Albert Dupontel (1999)
- Il favoloso mondo di Amélie (Le Fabuleux Destin d'Amélie Poulain), regia di Jean-Pierre Jeunet (2001)
- À boire, regia di Marion Vernoux (2004)
- Chrysalis, regia di Julien Leclercq (2007)
- The Horde, regia di Yannick Dahan e Benjamin Rocher (2009)
- Quasi nemici - L'importante è avere ragione (Le Brio), regia di Yvan Attal (2017) - cammeo
- Il mio profilo migliore (Celle que vous croyez), regia di Safy Nebbou (2019)
- Il giustiziere (Le Voyageur) – serie TV, episodio 1x01 (2019)
- Notre dame, regia di Valérie Donzelli (2019)
- Bigbug, regia di Jean-Pierre Jeunet (2022)
- Belgravia: The Next Chapter, regia di John Alexander, Paul Wilmshurst e Marisol Adler – miniserie TV, 7 puntate (2024)

## Doppiatrici italiane
- Laura Latini in Il favoloso mondo di Amélie
- Laura Boccanera in The Horde
- Francesca Draghetti in Bigbug
- Sabine Cerullo in Belgravia: The Next Chapter